# Futbol'nyj Klub Inhulec'
Il Futbol'nyj Klub Inhulec' (in ucraino Футбольний клуб «Інгулець»?), noto come Inhulec, è una società di calcio con sede a Petrove, in Ucraina. Milita nella Perša Liha, la seconda divisione del campionato ucraino di calcio.

## Storia
Il club fu fondato nel 2013 come FK Ahrofirma Pyatykhatska Volodymyrivka, denominazione originata dal nome di una delle maggiori aziende agricole dell'oblast' di Kirovohrad. Primo presidente della società fu il capo dell'azienda, Oleksandr Povorozniuk. Nella stagione d'esordio la squadra arrivò in finale di Coppa dell'oblast' di Kirovohrad. Molto importante fu il piano di sviluppo del calcio nel raion di Petrove: in ogni villaggio del raion il presidente fondò una scuola calcio.
Nel 2014 la squadra si iscrisse al campionato ucraino dilettanti e fu finalista perdente nella coppa regionale.
Nel febbraio 2015 cambiò nome in Inhulec'. Inserito nel campionato nazionale amatori del 2015, durante la stagione passò al professionismo, aderendo alla Druha Liha, la terza serie ucraina, mentre al campionato dilettanti fu iscritta la squadra riserve del club, il Futbol'nyj Klub Inhulec-2. La squadra colse un'immediata promozione nella Perša Liha, la seconda divisione ucraina, grazie al terzo posto del 2015-2016. Nel 2015 giocò la UEFA Regions Cup con il nome di AF Pyatykhatska, rappresentando l'Ucraina nel torneo.
Nel 2017-2018 chiuse al quarto posto in Perša Liha, la seconda serie ucraina, per poi confermare il piazzamento l'anno dopo. Nella Coppa d'Ucraina 2018-2019 l'Inhulec' raggiunse sorprendentemente la finale, dove fu sconfitto per 4-0 dal ben più quotato Šachtar. Al termine della stagione 2019-2020 ha ottenuto per la prima volta, grazie al terzo posto in seconda divisione, la promozione in Prem"jer-liha.

## Organico

### Rosa 2024-2025
Aggiornata al 10 Ottobre 2024.
| N. |                    | Ruolo | Calciatore            |
| -- | ------------------ | ----- | --------------------- |
| 2  | Ucraina (bandiera) | D     | Stanislav-Nuri Malysh |
| 3  | Ucraina (bandiera) | D     | Oleksandr Dykhtyaruk  |
| 4  | Ucraina (bandiera) | D     | Vitaliy Dubiley       |
| 6  | Ucraina (bandiera) | C     | Ivan Losenko          |
| 7  | Ucraina (bandiera) | C     | Vitaliy Faraseyenko   |
| 8  | Ucraina (bandiera) | C     | Oleksandr Pyatov      |
| 9  | Ucraina (bandiera) | C     | Oleh Puškar'ov        |
| 10 | Ucraina (bandiera) | C     | Oleksandr Kozak       |
| 11 | Ucraina (bandiera) | C     | Vladyslav Chaban      |
| 12 | Ucraina (bandiera) | P     | Oleksiy Palamarchuk   |
| 13 | Ucraina (bandiera) | C     | Oleh Osypenko         |
| 14 | Ucraina (bandiera) | C     | Andriy Melenchuk      |
| 17 | Ucraina (bandiera) | D     | Vitaliy Katrych       |
| 18 | Ucraina (bandiera) | C     | Valerii Sad           |
| 19 | Ucraina (bandiera) | C     | Radion Lisnyak        |

| N. |                    | Ruolo | Calciatore          |
| -- | ------------------ | ----- | ------------------- |
| 20 | Ucraina (bandiera) | C     | Roman Volokhatyi    |
| 21 | Ucraina (bandiera) | D     | Artem Benedyuk      |
| 26 | Ucraina (bandiera) | D     | Vladyslav Sydorenko |
| 32 | Ucraina (bandiera) | D     | Serhij Pet'ko       |
| 33 | Ucraina (bandiera) | C     | Mar"jan Mysyk       |
| 36 | Ucraina (bandiera) | P     | Anton Zhylkin       |
| 42 | Ucraina (bandiera) | C     | Illya Hadzhuk       |
| 44 | Ucraina (bandiera) | D     | Oleksandr Zhovtenko |
| 59 | Ucraina (bandiera) | C     | Bohdan Mohylnyi     |
| 87 | Ucraina (bandiera) | C     | Maksym Skorokhod    |
| 91 | Ucraina (bandiera) | D     | Maksym Melnychuk    |
| 97 | Ucraina (bandiera) | C     | Denys Rezepov       |
| 99 | Ucraina (bandiera) | A     | Serhiy Kyslenko     |
|    | Ucraina (bandiera) | A     | Artem Sitalo        |
|    | Ucraina (bandiera) | C     | Yuriy Kozyrenko     |

### Rosa 2021-2022
Aggiornata al 21 marzo 2022.
| N. |                        | Ruolo | Calciatore          |
| -- | ---------------------- | ----- | ------------------- |
| 3  | Brasile (bandiera)     | D     | William             |
| 4  | Tunisia (bandiera)     | D     | Mohamed Ben Salem   |
| 5  | Ucraina (bandiera)     | C     | Jevhen Zaporožec'   |
| 7  | Ucraina (bandiera)     | C     | Andrij Blizničenko  |
| 8  | Ucraina (bandiera)     | D     | Pavlo Polehen'ko    |
| 10 | Ucraina (bandiera)     | C     | Oleksandr Kozak     |
| 11 | Paesi Bassi (bandiera) | C     | Rodney Antwi        |
| 13 | Ucraina (bandiera)     | P     | Danylo Kučer        |
| 15 | Ucraina (bandiera)     | C     | Andrij Korobenko    |
| 17 | Ucraina (bandiera)     | A     | Artem Sitalo        |
| 18 | Moldavia (bandiera)    | D     | Oleksandr Kučerenko |
| 19 | Ucraina (bandiera)     | C     | Vladyslav Klymenko  |

| N. |                        | Ruolo | Calciatore          |
| -- | ---------------------- | ----- | ------------------- |
| 23 | Ucraina (bandiera)     | C     | Mychajlo Šyška      |
| 24 | Ucraina (bandiera)     | C     | Ivan Golovkin       |
| 28 | Ucraina (bandiera)     | C     | Vitaliy Pavlov      |
| 33 | Ucraina (bandiera)     | P     | Andriy Klishchuk    |
| 34 | Paesi Bassi (bandiera) | D     | Hennos Asmelash     |
| 39 | Ucraina (bandiera)     | D     | Jevhen Opanasenko   |
| 43 | Moldavia (bandiera)    | C     | Dmitrii Mandrîcenco |
| 44 | Ucraina (bandiera)     | D     | Taras Sakiv         |
| 55 | Ucraina (bandiera)     | D     | Maksym Koval'ov     |
| 60 | Ucraina (bandiera)     | D     | Dmytro Pospelov     |
| 91 | Ucraina (bandiera)     | D     | Maksym Melnychuk    |

### Rosa 2020-2021
Aggiornata al 22 febbraio 2021.
| N. |                     | Ruolo | Calciatore                   |
| -- | ------------------- | ----- | ---------------------------- |
| 1  | Ucraina (bandiera)  | P     | Bohdan Šust                  |
| 5  | Ucraina (bandiera)  | C     | Jevhen Zaporožec'            |
| 7  | Ucraina (bandiera)  | A     | Denys Vasin                  |
| 8  | Ucraina (bandiera)  | C     | Suleyman Seytkhalilov        |
| 10 | Ucraina (bandiera)  | C     | Oleksandr Kozak              |
| 11 | Croazia (bandiera)  | C     | Mladen Bartulović (capitano) |
| 12 | Ucraina (bandiera)  | P     | Bohdan Shukhman              |
| 13 | Ucraina (bandiera)  | C     | Illja Kovalenko              |
| 14 | Ucraina (bandiera)  | P     | Volodymyr Kryns'kyj          |
| 17 | Ucraina (bandiera)  | C     | Denys Yanakov                |
| 18 | Tanzania (bandiera) | C     | Yohana Mkomola               |
| 22 | Ucraina (bandiera)  | A     | Volodymyr Bilotserkovets     |
| 23 | Moldavia (bandiera) | D     | Oleksandr Kučerenko          |
| 28 | Ucraina (bandiera)  | C     | Vitaliy Pavlov               |

| N. |                    | Ruolo | Calciatore           |
| -- | ------------------ | ----- | -------------------- |
| 31 | Ucraina (bandiera) | A     | Mykhaylo Plokhotnyuk |
| 35 | Ucraina (bandiera) | C     | Mychajlo Šyška       |
| 39 | Ucraina (bandiera) | D     | Denys Balan          |
| 45 | Ucraina (bandiera) | C     | Artem Ščedryj        |
| 49 | Georgia (bandiera) | A     | Nika Sichinava       |
| 55 | Ucraina (bandiera) | D     | Maksym Koval'ov      |
| 73 | Ucraina (bandiera) | P     | Artem Malysh         |
| 77 | Ucraina (bandiera) | C     | Vladyslav Ihnatyev   |
| 80 | Ucraina (bandiera) | C     | Vladyslav Lupaško    |
| 89 | Ucraina (bandiera) | D     | Oleh Synyohub        |
| 90 | Ucraina (bandiera) | D     | Andriy Semenko       |
| 99 | Ucraina (bandiera) | D     | Mykola Kvasnyj       |
|    | Tunisia (bandiera) | D     | Mohamed Ben Salem    |
|    | Ucraina (bandiera) | D     | Stanislav Peredystyi |

## Palmarès

### Competizioni nazionali
- Perša Liha: 1

2023-2024

### Altri piazzamenti
- Druha Liha:

Terzo posto: 2015-2016
- Perša Liha:

Terzo posto: 2019-2020
- Coppa d'Ucraina:

Finalista: 2018-2019